# Língua lavukaleve
A língua lavukaleve, também conhecida como laumbe ou laumbem, é uma língua papua falada nas Ilhas Russell, um arquipélago localizado na Província Central das Ilhas Salomão.
A língua é falada por cerca de 1800 nativos, que possuem um estilo de vida agrícola e atrelado à pesca artesanal. Junto às línguas bilua, touo [En] e savosavo, o lavukaleve forma a família linguística salomônica central [En]. Entretanto, existem fontes que classificam ela como uma língua isolada em virtude das grandes diferenças que ela possui com as outras línguas de sua família. As quatro são classificadas como línguas papuas, um termo genérico para designar línguas do noroeste da Melanésia que não são austronésias.
Apesar do crescimento populacional que as Ilhas Salomão tiveram nos últimos anos (o que implica no maior número de falantes de Lavukaleve da história), ele é classificado como uma língua ameaçada, pois os jovens, principalmente do leste das Ilhas Russell, já não sabem falar Lavukaleve. Nesse contexto, as duas línguas que mais ameaçam substituir o idioma nativo são o pijin e inglês, uma vez que são esses os idiomas usados nas escolas e nas transmissões de rádio.

## Etimologia
A palavra lavukaleve é composta pelo radical lavu e pelo sufixo -kal da palavra ve. Os próprios nativos não sabem qual o significado de lavu, já -kal é o sufixo que representa o plural de substantivos. Sendo assim, lavukal é o etnônimo dessa comunidade. Com isso, une-se o nome desse povo com ve, que significa "pertencente a", formando o significado da língua: "pertencente aos Lavukals".

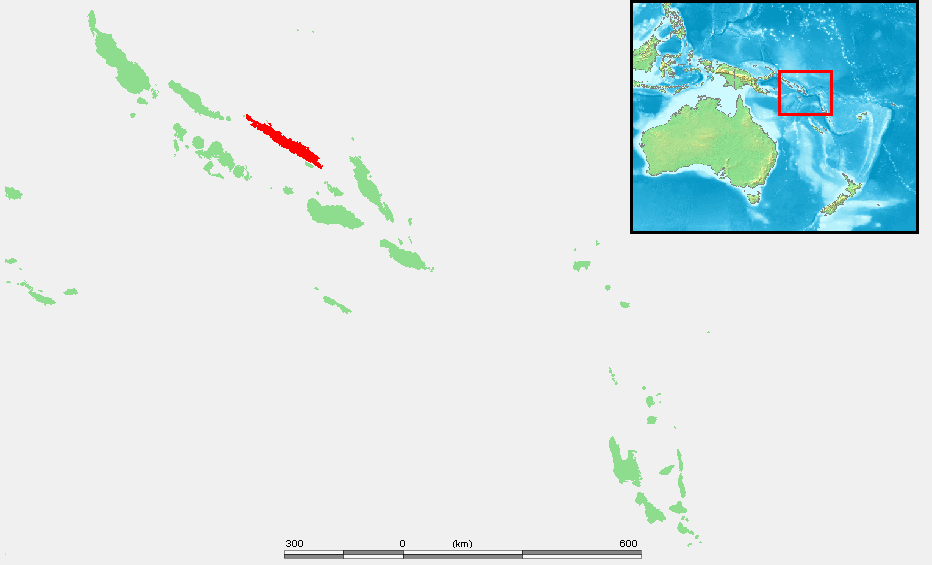
Posição da Ilha de Santa Isabel, em vermelho, no mapa das Ilhas Salomão

Por outro lado, a língua também é chamada de laumbe, porque é dessa forma que os habitantes da Ilha de Santa Isabel se referem aos lavukals.
Ademais, existe uma fonte que cita russells como outro possível nome, sendo uma clara referência ao nome do arquipélago em que a língua é pronunciada.

## Distribuição

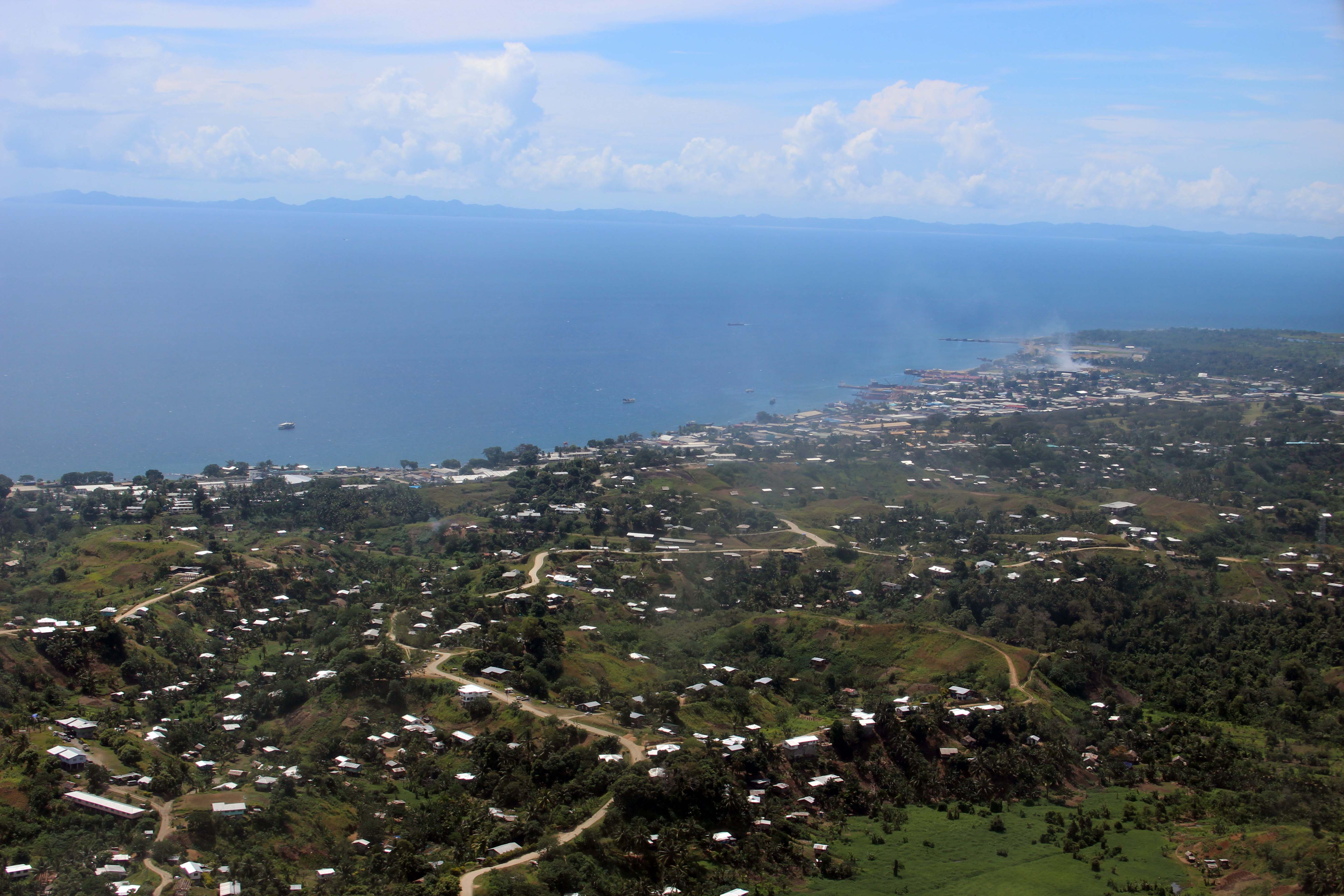
Vista aérea de Honiara, capital das Ilhas Salomão, que abriga uma pequena quantidade de falantes de Lavukaleve

Lavukaleve é falada ao longo das cerca cem ilhas que constituem as Ilhas Russell, e são poucos os lavukals que não vivem nesse local (vale a menção de algumas famílias que vivem em Honiara, a capital no país, na ilha de Guadalcanal). A maior parte dos falantes não habitam Pavuvu, a maior ilha do arquipélago, mas sim ilhas menores próximas a ela.

### Dialetos
Os nativos dividem a língua em três áreas principais, distinguindo-as pelo padrão de entonação:
- Área oeste: Tem como vilas principais Losiolen, Mane, Leru, Baesen, Marulaon, Karumulun, Ale, Nono e Laola. Lavukals de todas as zonas consideram a variante ocidental como a língua real, pois é a mais conservadora.
- Área central: Falado na vila Hae. Caracterizado por um padrão de entonação cantado.
- Área leste: Tem como vilas principais Loun, Moe, Linggatu, Tain, Hoi e Alokan. A fala dessa área é mais forte e dura, além de ter sofrido mais influência da língua pijin e de línguas de Guadalcanal por conta de casamentos entre as ilhas.

No entanto, apesar das diferenças, não é reconhecida nenhuma diferença lexical ou gramatical entre as variedades, com exceção daquelas resultantes da mistura de línguas no leste.

### Línguas relacionadas

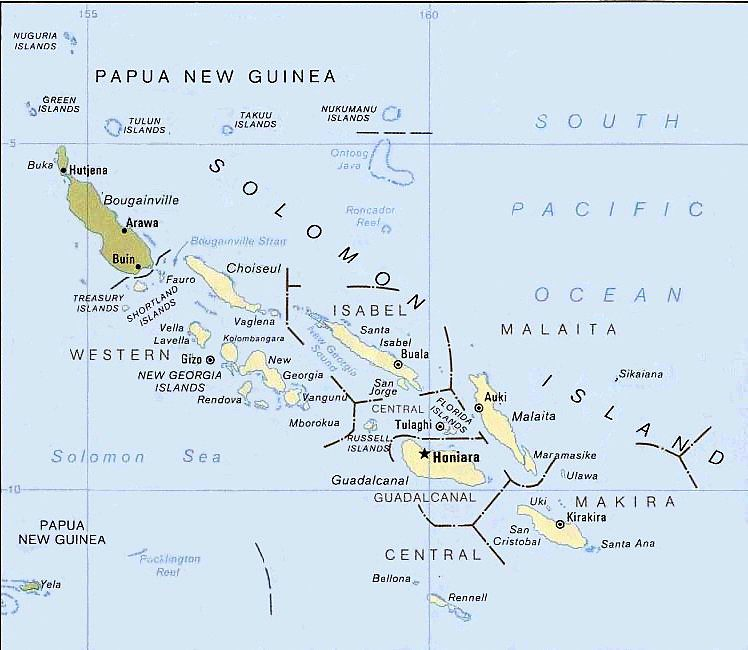
Mapa político das Ilhas Salomão, evidenciando que as Ilhas Russell são cercadas de falantes de línguas austronésias

Mesmo existindo 63 línguas austronésias nas Ilhas Salomão, o lavukaleve compartilha pouco de seu vocabulário com elas, e pouco também com as línguas de sua família. Os próximos quadros ajudam a compreender a relação entre esse idioma e as outras línguas de seu país.
Como comparação, línguas austronésias tendem a compartilhar entre si 30 a 50% de seus vocabulários. E vale destacar que Paripao, com apenas 10,8% de compatibilidade, é a língua austronésia mais semelhante com o lavukeleve no que tange ao vocabulário.

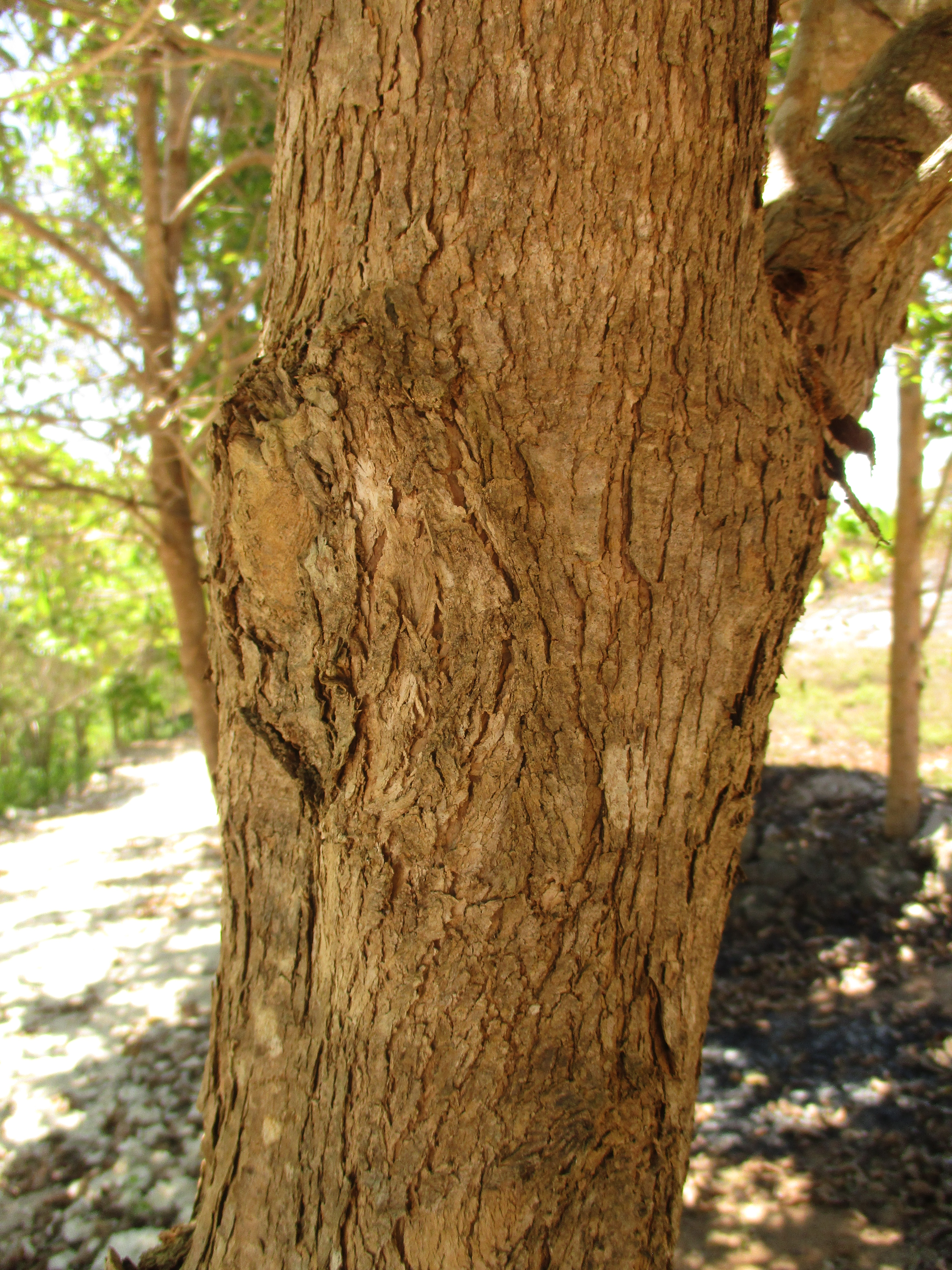
Vitex cofassus é uma árvore cuja madeira é muito explorada na Papua-Nova Guiné e nas Ilhas Salomão

| Língua                                        | Localização geográfica  | Família            | Percentual de semelhança com Lavukaleve | Número de palavras comparadas |
| --------------------------------------------- | ----------------------- | ------------------ | --------------------------------------- | ----------------------------- |
| Savosavo                                      | Savo                    | Salômonica central | 13,7%                                   | 197                           |
| Touo (baniata)                                | Sul de Rendova          | Salômonica central | 8,2%                                    | 195                           |
| Bilua (mbilua)                                | Vella Lavella           | Salômonica central | 7,6%                                    | 197                           |
| Gao [En] (poro)                               | Santa Isabel            | Austronésia        | 8,9%                                    | 190                           |
| Gela [En] (nggela)                            | Ilhas Florida           | Austronésia        | 8,7%                                    | 196                           |
| Paripao                                       | Nordeste de Guadalcanal | Austronésia        | 10,8%                                   | —                             |
| Línguas austronésias de Guadalcanal           | Guadalcanal             | Austronésia        | cerca de 8,5%                           | —                             |
| Langalanga [En] (wala)                        | Malaita                 | Austronésia        | 8,2%                                    | 195                           |
| Maioria das outras línguas das Ilhas Salomões | Ilhas Salomões          | —                  | cerca de 4 e 5%                         | —                             |

| LínguaPalavra       | Lavukaleve | Savosavo | Touo          | Bilua         | Gela     | Gao         | Paripao | Langalanga |
| ------------------- | ---------- | -------- | ------------- | ------------- | -------- | ----------- | ------- | ---------- |
| Coco                | nei        | ᵑgazu    | ēŋo           | niru          | niu      | kʰɔilɔ      | niu     | liu        |
| Vitex cofassus [En] | hasa       | vaza     | ⁿdeuru        | sau           | vaha     | gruba       | vaða    | fata       |
| Aranha              | tata       | kolomu   | miasa         | laɔsaru       | kʰakafre | susuɣɔᵐba   | laɔ     | kа̄futɔ     |
| Casa                | tail       | tuvi     | va            | paⁿde         | suga     | vale        | —       | luma       |
| Noite               | hamus      | muzi     | hiu           | ipu           | ᵐbɔŋi    | bɔŋiñɔ      | —       | bɔni ʔae   |
| Olho                | lemi       | nito     | ᵐberо̄         | vilu          | mata-na  | natʰatʰa-ña | mete    | mа̄-la      |
| Pessoa              | malav      | mapa     | finona/finozo | maᵐba         | tinɔni   | nanɔni      | —       | lɔli       |
| Andar               | kelai      | lelakeva | ātia/ⁿdoria   | talio         | sakutua  | zazaʔɔ      | —       | liu        |
| Dormir              | irui       | izi      | īsia/īnsia    | maroŋo/maroŋa | māturu   | —           | —       | moʔosu     |
| Pensar              | oluɣu      | ɣanaɣana | ᵑgana         | kerukeruto    | ɣanaɣana | ɣaɔɣatʰɔ    | —       | matata     |
| Trabalhar           | foifoira   | aᵑgutu   | ozoso         | irurupoto     | lutu     | lɔku        | —       | gālo       |

## História

### História da língua

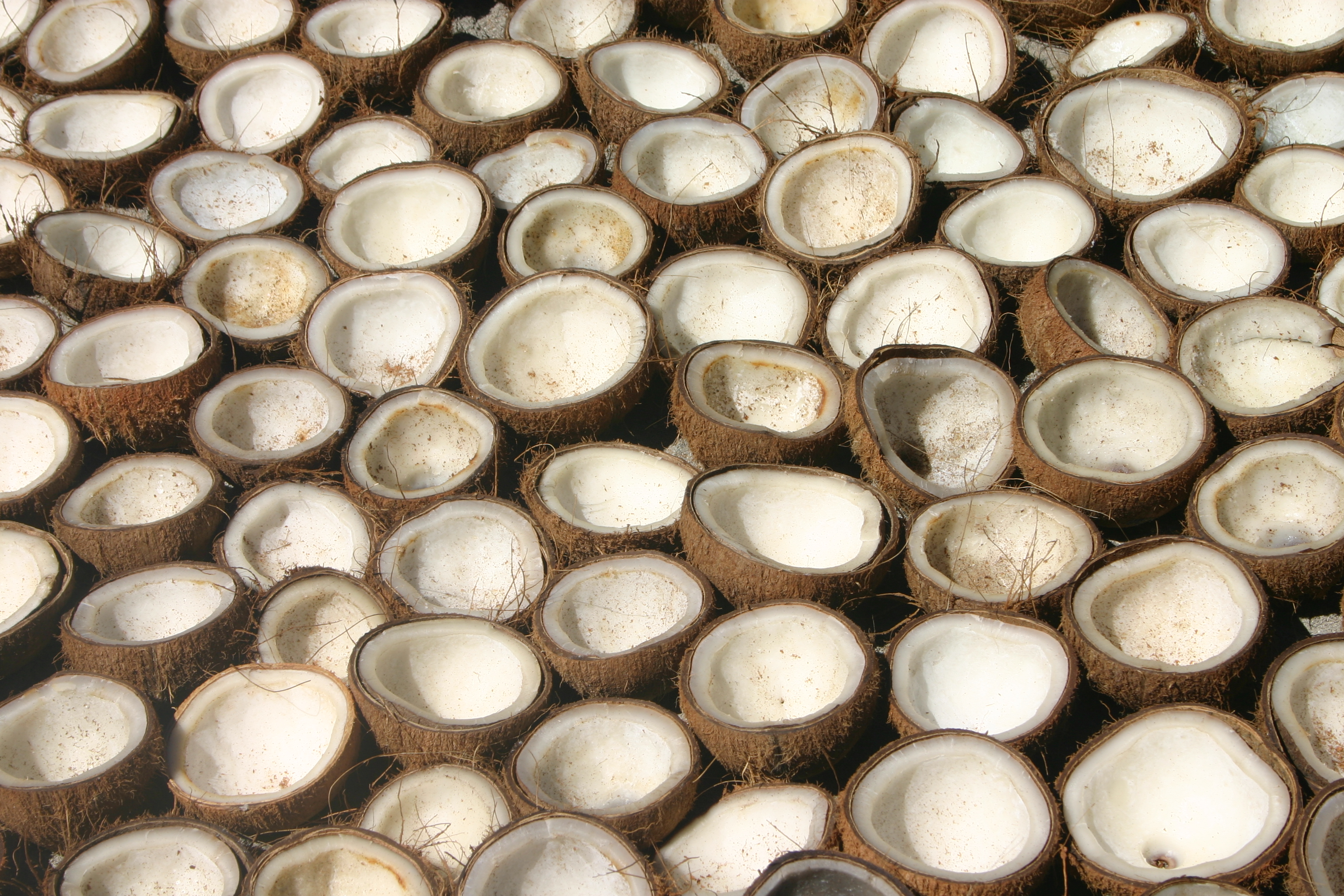
Muitos falantes de lavukaleve ganham uma pequena quantidade de dinheiro vendendo copra (a polpa seca do coco) para a RIPEL. A imagem é da vila de Polomuhu, nas Ilhas Florida, localizadas na mesma província que as Ilhas Russell

Até o início de 1900, o povo lavukal vivia em Pavuvu. Todavia, com a chegada da empresa britânica British Company Levers (atualmente chamada de RIPEL - Russell Islands Plantation Estates Limited), que instalou plantações na principal ilha, a população nativa foi realocada para as ilhas ao redor, em grande medida contra a vontade deles. Por isso, a maioria das vilas de lavukals estão fora de Pavuvu. Até hoje existe a luta pelos direitos de Pavuvu, sendo que ela foi intensificada por conta de operações para a extração de madeira em Linggatu, no sul de Banika [En] (segunda maior ilha do arquipélago).

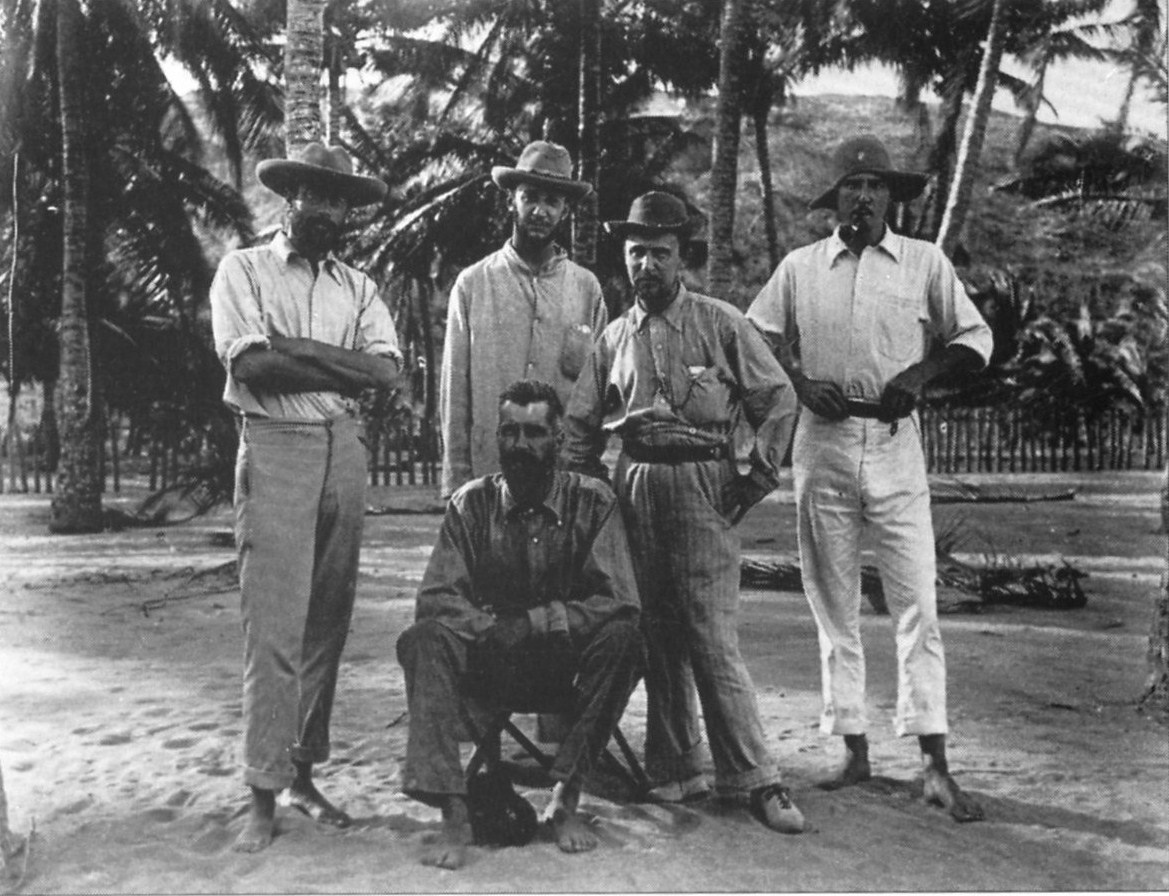
Ray foi a primeira pessoa a fazer um registro impresso da língua lavukaleve. A foto foi tirada na ilha de En, durante a Expedição Antropológica de Cambridge para o Estreito de Torres em 1898, sendo ele o segundo (contando da direita para a esquerda).

### História da documentação
A primeira menção impressa à língua lavukaleve foi feita por Sidney Herbert Ray [En], em um livro chamado The Non-Melanesian languages of the Solomon Islands, publicado no ano de 1928. Ray apresentou informações sobre pronomes, numerais, adjetivos, um vocabulário de 30 palavras e poucas frases. Arthur Capell apresentou um comparativo entre as línguas salomônicas centrais no ano de 1969, em um livro intitulado Non-Austronesian languages of the British Solomons, sendo que Evelyn Mary Todd também fez isso no ano de 1975, no livro The Solomon language family.

### História da classificação
Ray reconheceu, em 1928, que lavukaleve não é uma língua austronésia e agrupou-a em um grupo que atualmente é conhecido como família linguística salômonica central. Já em 1953, Peter A. Lanyon-Orgil, no livro The Papuan languages of the New Georgian Archipelago, notou que lavukaleve era uma língua papua, assim como as outras de sua família e a Língua kazukuru [En]. Capell, agora no ano de 1962, reforça a ideia de que lavukaleve seria uma língua não austronésia, no livro Oceanic linguistics today, assim como Joseph Harold Greenberg em 1971, no livro The Indo-Pacific Hypothesis. Por outro lado, Stephen Adolphe Wurm [En] propôs entre 1972 e 1982 a existência de um filo papua oriental [En], na qual o lavukaleve estaria incluso. E Todd tentou formalizar a relação genética entre as quatro línguas salomônicas centrais, cogitando a possibilidade de  yélî dnye também fazer parte do grupo. Finalmente, Malcolm David Ross sugere, em 2001, em um livro intitulado Is there an East Papuan Phylum? Evidence from pronouns, que o filo papua oriental seria composto por oito grupos distintos.

## Fonologia

### Consoantes
Lavukaleve possui um inventário de fonemas consonantais de tamanho médio. A seguir, é apresentado o inventário consonantal da língua e o destaque para casos de alofonia e de pronúncia aspirada:
|                   |                   | Bilabial | Labiodental | Alveolar | Velar | Glotal |
| ----------------- | ----------------- | -------- | ----------- | -------- | ----- | ------ |
| Plosiva           | Plosiva           | p b      |             | t d      | k     |        |
| Nasal             | Nasal             | m        |             | n        | ŋ     |        |
| Vibrante múltipla | Vibrante múltipla |          |             | r        |       |        |
| Fricativa         | Fricativa         |          | f           | s        |       | h      |
| Aproximante       | central [En]      | β̞        |             |          | ɰ     |        |
| Aproximante       | lateral           |          |             | l        |       |        |

- Plosivas: o fonema /p/ é muito raro, ocorrendo apenas em 14 palavras, sendo seis delas claros empréstimos recentes do pijin, e sempre é pronunciado de forma aspirada, ou seja, como [pʰ]. Já /t/ é pronunciado como [tʰ], com exceção de quando está no começo de palavras específicas, como tumai (realmente), sendo pronunciado como [t]. O fonema /k/ é pronunciado como [kʰ], o /b/ é pronunciado como [b], mas geralmente é pré-nasalizada [En] quando está entre vogais e /d/ também é raríssimo (ocorre apenas em 13 palavras) e é pronunciado como [d], porém, assim como o /b/, normalmente é pré-nasalizado entre vogais.[34]
- Vibrantes múltiplas: o /r/ geralmente é pronunciado como [r], às vezes como [ɾ] e raramente como [ɹ] independente da posição.[35]
- Aproximantes centrais: /β̞/ (símbolo usado para uma aproximante bilabial) é pronunciado como [β̞] e, raramente, como [β]. Já o /ɰ/ pode ser pronunciado como [ɡ] ou [ɰ] no início da frase, e, além desses dois fones, também pode ser pronunciado como [ɣ] em outras posições, entretanto quase sempre tem som de [ɰ].[36]

### Vogais
Lavukaleve possui 5 vogais. A seguir, é apresentado o inventário vocálico e os fones de cada fonema:
|              | Anterior | Central | Posterior |
| ------------ | -------- | ------- | --------- |
| Fechada      | i        |         | u         |
| Meio-fechada | e        |         | o         |
| Aberta       |          | a       |           |

O /i/ pode ser pronunciado como [i] em qualquer caso, mas, quando está com um acento tônico, também pode ser pronunciado como [ɪ]. Nesse sentido, /e/ é pronunciado como [e], /a/ como [a], /o/ como [o] ou [ɔ] e /u/ como [ɔ], se depois de um /m/, e [u] nos outros casos.

### Fonotática
Todas as consoantes podem aparecer no começo de uma sílaba, e todas, com exceção de /p/, /b/, /d/, e /h/, podem aparecer no final de uma. Todos os encontros vocálicos foram encontrados, com exceção de /ue/.

### Acento tônico
O acento tônico do lavukaleve é parcialmente fixo e parcialmente atribuído lexicalmente. A maioria das palavras têm o acento na sílaba inicial e cerca de 18% têm na segunda sílaba, sendo muitos desses casos de reduplicações no formato C¹V¹C¹V¹X (ou seja, uma ordem em que a primeira consoante é repetida na terceira letra, assim como a primeira vogal é repetida na quarta letra, além de um complemento, conforme va'var, que significa conversar). Nesse caso, obrigatoriamente o acento será colocado na segunda sílaba. Também existe um número pequeno de palavras com acento tônico na terceira sílaba, como mala'gula (pássaro). Outras palavras são estrangeirismos recentes e, por isso, retêm o padrão de acentuação original, como em ta'rak, palavra que foi emprestada do pijin e significa caminhão.
Todos os substantivos no formato CVCV têm acento tônico na primeira sílaba, e quase todas as palavras nesse formato também, como 'piru, que significa lais de guia. Já no formato CVCVC, é mais comum o acento na segunda sílaba, como fo'sal (peixe). Qualquer outra estrutura pode receber acento na primeira ou na segunda sílaba (e raramente na terceira).
Sufixos não alteram o acento tônico, mas prefixos junto a substantivos monossilábicos sim. Sendo assim, uma vez que o único prefixo possível nesse caso são pronomes pessoais, todos os exemplos serão com eles adicionados ao radical do substantivo, como em 'nu (cabelo) → 'o-nu (cabelo dele). Às vezes, a adição do pronome faz o substantivo perder a vogal final. Caso isso gere um substantivo monossilábico, existe a possibilidade do acento mudar de lugar, conforme 'fina (pertences) → 'e-fin (nossos pertences). Finalmente, existe a remota possibilidade da adição em um substantivo polissilábico gerar uma mudança no lugar do acento, por exemplo 'tua (esposa) → 'o-tua (esposa dele).

### Processos morfofonêmicos
Existem quatro processos morfofonêmicos na língua lavukaleve: reduplicação, inserção de plosiva glotal, perda vocálica e mudança de qualidade vocálica. A seguir, é apresentado os detalhes de cada processo.

#### Reduplicação
Ocorre principalmente em verbos, mas também em substantivos, adjetivos e partículas adverbiais. Pode ocorrer de forma holística, ou repetindo apenas o CV, CVV ou CVCV inicial. Entretanto, qualquer que seja a reduplicação adotada, seu significado será o mesmo. Em alguns casos, não possui função alguma e, em outros, possui um significado semântico, conforme alguns exemplos:
|  | • | mina         | → | minamina           |
|  |   | "coisa"      | → | "tudo"             |
|  | • | lafa         | → | lafalafa           |
|  |   | "lugar"      | → | "todo lugar"       |
|  | • | karial       | → | karialkarial       |
|  |   | "lentamente" | → | "muito lentamente" |

#### Inserção de plosiva glotal
Quando duas vogais idênticas se juntam nos limites do morfema, é opcional adicionar uma plosiva glotal, apesar disso ser bastante raro. Exemplificando, ngo-oatum (teu tio) pode ser pronunciado como [ŋoatum] ou [ŋoʔoatum].

#### Perda vocálica
Existem três processos possíveis para isso ocorrer. O primeiro é a redução de vogais idênticas no limite de morfema, como em vonam kini laveala feo (ela não se mostrou a eles). Fazendo uma análise das partes que compõem essa frase, percebe-se que as duas últimas letras da palavra laveala possuem, em teoria, dois "as": um por conta do sufixo "-la" (que representa negação), e outro para definir o sujeito como singular e feminino. Todavia, por conta da perda vocálica, é representado apenas um "a". Toda a vez que isso ocorre, pronuncia-se como se fosse uma vogal só, mas ocasionalmente se escreve como se fosse duas, como no caso de taragau na fo'sal voko vela velavel ta oole (uma águia marinha indo pescar viu ela), em que a palavra oole possui dois "os", mas um representa que o objeto é singular e feminino, e o outro que o sujeito é singular.
O segundo ocorre com raízes de substantivos após um prefixo possessivo. É um processo obrigatório quando necessário, e quase todos os exemplos que isso ocorre tem o formato CVCV, conforme beko (pedra) → o-bek (pedra dele). Ainda assim, em torno de um terço das raízes nesse formato não perdem a vogal, como kala (mãe) → o-kala (mãe dele). Vale ressaltar que, caso haja um sufixo no radical, a vogal final não será perdida de forma alguma.
Finalmente, o terceiro é em construções com sujeitos possuídos. Nesse momento, basta saber que nesse tipo de estrutura é adicionado um prefixo possessivo a verbos e, quando esse verbo é terminado em /u/, esse fonema é perdido, conforme ovai (ele foi para o mar), que é composto por "o-" (pronome possessivo na 3ª pessoa do singular), "vau" (ir para o mar) e "-i" (sufixo para esse tipo de estrutura). Sendo assim, é perceptível que o fonema /u/ foi perdido na formação da palavra.

#### Mudança de qualidade vocálica
Existem duas possibilidades disso ocorrer: a primeira é quando uma palavra em lavukaleve é gritada. Se isso acontecer, o acento tônico migra para a penúltima sílaba e a última vogal é substituída por /ou/, como Angela → [andʒe'lou]. No caso da última letra ser uma consoante, troca-se essa consoante e a vogal anterior, como em Patterson → [pate'sou].
A segunda ocorre por conta de um processo de substantivação de um verbo. Para fazer essa transformação, é necessário adicionar o sufixo "-e" ou "-i" à raiz do verbo, mas existe a possibilidade de que essa adição sequer seja precisa. Essas três alternativas dependem da terminação do verbo a ser substantivado, conforme a tabela a seguir apresenta:
| Terminação de um verbo qualquer | Sufixo usado para a substantivação | Exemplo                 | Exemplo                 |
| Terminação de um verbo qualquer | Sufixo usado para a substantivação | Verbo na forma base     | Verbo substantivado     |
| ------------------------------- | ---------------------------------- | ----------------------- | ----------------------- |
| -a                              | -e                                 | honia (conhecer)        | honia-e (conhecimento)  |
| -o                              | -e                                 | lo (finalizar)          | lo-e (fim)              |
| -u                              | -i                                 | iru (dormir)            | iru-i (sono)            |
| -e                              | nenhum                             | ve (ir ou caminho)      | ve (ir ou caminho)      |
| -i                              | nenhum                             | lei (ser ou existência) | lei (ser ou existência) |

## Ortografia
Há vários anos os habitantes das Ilhas Russells usam o alfabeto latino. Apenas três caracteres dessa ortografia distinguem do que é estabelecido pelo Alfabeto Fonético Internacional: /β̞/, /ɰ/ e /ŋ/ escrevem como v, g e ng, respectivamente. Além disso, é válido mencionar que eles não indicam o acento tônico na ortografia.

## Gramática

### Pronomes
Os pronomes em lavukaleve são divididos entre pessoais, possessivos e demonstrativos, sendo descritos cada um deles a seguir:

#### Pessoais
Na língua lavukaleve, não existem pronomes pessoais na terceira pessoa, sendo essa função suprida pelos pronomes demonstrativos. Por isso, abaixo tem a lista dos pronomes pessoais apenas na primeira e segunda pessoa, variando entre singular, dual e plural:
|           |           | Singular | Dual | Plural |
| --------- | --------- | -------- | ---- | ------ |
| 1ª pessoa | inclusivo | ngai     | el   | e      |
| 1ª pessoa | exclusivo | ngai     | mel  | me     |
| 2ª pessoa | 2ª pessoa | inu      | imil | imi    |

#### Possessivos
São expressos em prefixos, variando em número e pessoa conforme a tabela abaixo:
| NúmeroPessoa | Singular | Dual  | Plural |
| ------------ | -------- | ----- | ------ |
| 1ª exclusiva | nga-     | le-   | e-     |
| 1ª inclusiva | —        | me-   | me-    |
| 2ª           | ngo-     | mele- | me-    |
| 3ª           | o-       | lo-   | ma-    |

#### Demonstrativos
Em lavukaleve, existem apenas dois radicais de pronomes demonstrativos: foia e oia. Ambos são usados de maneira anafórica, mas o primeiro é usado para se referir a alguém está em primeiro lugar na mente dos ouvintes, e o segundo a alguém que, até recentemente, estava predominante na mente deles. A seguir, é apresentado a tabela com as flexões em gênero, número e distância do foia, e, na sequência, do oia.
|          |           | Próximo | Neutro  | Distante | Não especificado |
| -------- | --------- | ------- | ------- | -------- | ---------------- |
| Singular | masculino | fona    | foina   | feana    | foana            |
| Singular | feminino  | fo      | foia    | fehea    | fohoa            |
| Singular | neutro    | foga    | foiga   | feaga    | foaga            |
| Dual     | masculino | fonala  | foinala | feanala  | foanala          |
| Dual     | feminino  | fol     | foiaol  | fecheaol | fohoal           |
| Dual     | neutro    | fogala  | foigala | feagala  | foagala          |
| Plural   | Plural    | fova    | foiva   | feava    | foava            |

|          |           | Próximo | Neutro |
| -------- | --------- | ------- | ------ |
| Singular | masculino | —       | oina   |
| Singular | feminino  | —       | oia    |
| Singular | neutro    | oga     | oiga   |
| Dual     | masculino | —       | oinala |
| Dual     | feminino  | —       | oiaol  |
| Dual     | neutro    | —       | oigala |
| Plural   | Plural    | —       | oiva   |

#### Indefinidos
Não há pronomes indefinidos na língua lavukaleve. Por isso, "alguém" é expresso como ali (homem), "ninguém" como ali roa-ru (não homem) ou malav rovo-ru (não pessoas), "nada" como mina ro-ru (não coisa), e assim sucessivamente. Portanto, não há palavras especiais para designar pronomes indefinidos.

### Substantivos
Formam, juntamente com os verbos, as maiores classes de palavras da língua lavukaleve. A seguir, é apresentado sua divisão em gênero e as formas de transformar o substantivo em dual e plural.

#### Gênero
Os substantivos são divididos em são masculino (32%), feminino (33%), neutro (30%) e uma categoria a parte que é composta, sobretudo, por substantivos que estão sempre no plural e, por isso, não possuem gênero inerente (5%).

#### Formação de dual e plural
A maioria dos substantivos são transformados em duais com o acréscimo do sufixo -l (usado, principalmente, quando o substantivo termina com uma vogal), -al (normalmente usado em substantivos terminados em consoante) ou -ol (sobretudo usado em substantivos femininos terminados em -a). Alguns substantivos possuem uma forma dual igual a forma singular, como entidades abstratas, alimentos comuns, partes do corpo e substantivos referentes ao mar.
Em relação a formação de plural, também existem substantivos que não têm uma forma específica para o plural. Entre os substantivos que têm, existem diversas formas de forma-los, mas vale dizer que a maioria dos substantivos femininos plurais são formados pelo sufixo -vil e os masculinos e neutros pelos sufixos -kal e -ul.

### Verbos
Todos os verbos na sua forma base terminam em vogais. Em relação a classificação quanto a transitividade, cerca de 51% deles são intransitivos, 45% são transitivos e 4% são ambitransitivos [En] (verbos que podem ser tanto intransitivos quanto transitivos), o que equivale a 16 verbos. Esses verbos ambitransitivos são divididos entre "tipo S=A", em que o sujeito da forma intransitiva corresponde ao sujeito da forma transitiva, e "tipo S=O", em que o sujeito da forma intransitiva corresponde ao objeto da transitiva. A seguir, é apresentado todos os verbos ambitransitivos do lavukaleve.
| Tipo | Verbo  | Tradução na forma intransitiva | Tradução na forma transitiva |
| ---- | ------ | ------------------------------ | ---------------------------- |
| S=A  | hoa    | atravessar                     | atravessar através de algo   |
| S=A  | lai    | remar                          | remar algo                   |
| S=A  | rau    | rodear                         | rodear algo                  |
| S=A  | sulai  | iluminar                       | iluminar algo                |
| S=A  | valiri | virar                          | virar algo                   |
| S=A  | vea    | conhecer                       | conhecer algo                |
| S=A  | hai    | fazer                          | fazer algo                   |
| S=A  | i      | fazer                          | fazer algo                   |
| S=O  | fale   | ficar de pé                    | deixar algo em pé            |
| S=O  | foa    | cair                           | derrubar algo                |
| S=O  | igu    | ir                             | tirar algo                   |
| S=O  | kekea  | secar-se                       | secar algo                   |
| S=O  | vo     | chegar                         | começar                      |
| S=O  | lei    | ser                            | perdurar algo                |
| S=O  | hoi    | entrar                         | colocar algo dentro          |
| S=O  | ao     | entrar                         | colocar algo dentro          |

#### Conjugação
O tempo, o aspecto e o modo (admonitivo, imperativo progressivo, imperativo pontual, hortativo e capacitativo) são marcados por sufixos. Não é obrigatório marcar essas características, e a maioria deles não podem ser combinados entre si. A seguir, é apresentado uma tabela com todas as flexões, seus sufixos e seus usos.
| Tempo   | futuro       | futuro     | -re  | -re   | -re                                         | futuras |
| Tempo   | presente     | presente   | -nu  | -nul  | -nuv                                        | presentes |
| Aspecto | imperfeito   | imperfeito | -ne  | -ne   | -ne                                         | que tendem a se prolongar ao longo do tempo                                                                                     |
| Aspecto | durativo     | durativo   | -nun | -nun  | -nun                                        | de longa duração |
| Aspecto | -na          |            |      |       |                                             | de longa duração |
| Modo    | admonitivo   | admonitivo | -n   | -n    | -n                                          | que prenunciam algo ruim, imperativas negativas, que pedem algo por meio de uma oração ou que sinalizam a possibilidade de algo |
| Modo    | imperativo   | pontual    | -va  | -ila  | -iva                                        | impostas que podem ser executadas instantaneamente                                                                              |
| Modo    | imperativo   | duradouro  | -ma  | -mela | -ba                                         | impostas que não podem ser executadas instantaneamente                                                                          |
| Modo    | hortativo    | hortativo  | -ne  | -ne   | -ne                                         | sugestivas |
| Modo    | capacitativo | -nen       | -nen | -nen  | que expressão uma capacidade física, social | |
| Modo    | capacitativo | -nan       |      |       | que expressão uma capacidade física, social | |

#### Irregulares
Do ponto de vista sintático, existem dois verbos irregulares na língua lavukaleve: tuna (ser realmente) e tave (não ser), pois agem de maneira ligeiramente diferente que outros verbos intransitivos.
E, do ponto de vista morfológico, também são dois verbos irregulares que assumem três formas distintas: vo, voi e vula (chegar), além de ve, vei e vela (ir). A seguir, é apresentado uma tabela que mostra qual forma verbal deve ser usada em cada situação:
|               |                        | Sufixo usado     | vo e ve | voi e vei | vula e vela |
| ------------- | ---------------------- | ---------------- | ------- | --------- | ----------- |
| Tempo         | futuro                 | -re              | ✔       |           |             |
| Tempo         | presente               | -nu              |         |           | ✔           |
| Aspecto       | imperfeito             | -ne              |         |           | ✔           |
| Aspecto       | durativo               | -nun             |         |           | ✔           |
| Aspecto       | durativo               | -na              |         | ✔         |             |
| Modo          | imperativo progressivo | -mal, -mela, -ba |         |           | ✔           |
| Modo          | capacitativo           | -nen, -nan       | ✔       |           |             |
| Subordinada   | anterior               | -le              | ✔       |           |             |
| Subordinada   | potencial              | -le              | ✔       |           |             |
| Subordinada   | surpreendente          | -meon            | ✔       |           |             |
| Cosubordinada | não finita             | -re              | ✔       |           |             |
| Cosubordinada | sucessiva              | -vele            |         |           | ✔           |
| Cosubordinada | completiva             | -vel             |         |           | ✔           |
| Outros        | proposital             | -ham             | ✔       |           |             |
| Outros        | negativa               | -la              | ✔       |           |             |
| Outros        | forma base             | —                | ✔       |           |             |
| Outros        | sufixo de acordo       | —                | ✔       |           |             |

### Adjetivos
Na língua lavukaleve, é muito difícil distinguir um adjetivo de um verbo intransitivo, afinal os dois aparecem na mesma posição na frase. Nesse sentido, segue a lista de adjetivos da língua lavukaleve (vale mencionar que os números de um a dez são considerados adjetivos e que os números ordinais só existem até "décimo"):
|                    |                     | Adjetivo  | Tradução   |
| ------------------ | ------------------- | --------- | ---------- |
| Dimensão           | Dimensão            | bakel     | grande     |
| ru                 |                     |           | grande     |
| kurai              |                     |           | grande     |
| monomono           | pequeno             |           |            |
| tula               | pequeno             |           |            |
| Idade              | Idade               | koisove   | novo       |
| lelengisa          | jovem               |           |            |
| Valor              | Valor               | ho'bea    | bom        |
| tuna               | real                |           |            |
| iloilo             | diferente           |           |            |
| kivua              | precioso            |           |            |
| laura              | ótimo               |           |            |
| sevo               | tabu                |           |            |
| mea                | especificador       |           |            |
| ro                 | unido               |           |            |
| gilogilo           | puro                |           |            |
| kia                | onipotente          |           |            |
| laita              | secreto ou sagrado  |           |            |
| lalamu             | cedo                |           |            |
| lave               | casado              |           |            |
| lulu               | virtuoso, honesto   |           |            |
| taotao             | horrível            |           |            |
| Cores              | Cores               | kokoras   | preto      |
| to'versa           | laranja             |           |            |
| imana              | verde               |           |            |
| kokoros            | azul-escuro         |           |            |
| bulu               | azul                |           |            |
| iala               | amarelo             |           |            |
| girin              | verde               |           |            |
| Propriedade física | Propriedade física  | foko      | inclinado  |
| folufolu           | gordo               |           |            |
| kasakasa           | magro               |           |            |
| blind              | cego                |           |            |
| lafia              | aquoso              |           |            |
| fofono             | total               |           |            |
| nunu               | gigante             |           |            |
| furifuri           | baixo, ruim         |           |            |
| kofa               | nu                  |           |            |
| suvi               | paralisado          |           |            |
| Tendências humanas | Tendências humanas  | lahavarae | perturbado |
| rorora             | gentil              |           |            |
| nura               | selvagem            |           |            |
| togoloa            | dividido em crenças |           |            |
| Numerais           | cardinais           | telako    | um         |
| Numerais           | cardinais           | le'laol   | dois       |
| Numerais           | cardinais           | enga      | três       |
| Numerais           | cardinais           | nun       | quatro     |
| Numerais           | cardinais           | sie       | cinco      |
| Numerais           | cardinais           | ao        | seis       |
| Numerais           | cardinais           | soa       | sete       |
| Numerais           | cardinais           | sevi      | oito       |
| Numerais           | cardinais           | sava      | nove       |
| Numerais           | cardinais           | kanongam  | dez        |
| Numerais           | ordinais            | ni'kol    | primeiro   |
| Numerais           | ordinais            | leleta    | segundo    |
| Numerais           | ordinais            | engata    | terceiro   |
| Numerais           | ordinais            | nuta      | quarto     |
| Numerais           | ordinais            | sita      | quinto     |
| Numerais           | ordinais            | oata      | sexto      |
| Numerais           | ordinais            | sevita    | oitavo     |
| Numerais           | ordinais            | savata    | nono       |
| Numerais           | ordinais            | kanata    | décimo     |

### Artigos definidos
Os artigos definidos em lavukaleve concordam em número e gênero com o substantivo principal da frase nominal, sendo flexionados conforme a tabela abaixo:
|          | Singular | Dual | Plural |
| -------- | -------- | ---- | ------ |
| Maculino | na       | nala | va     |
| Feminino | la       | la   | va     |
| Neutro   | ga       | gala | va     |

### Conjunções
Existem apenas oito conjunções na língua lavukaleve, que estão listadas abaixo.
| Conjunção | Tradução     |
| --------- | ------------ |
| aka       | e, então     |
| hano      | depois, após |
| taman     | no entanto   |
| leta      | mas          |
| o         | e, ou        |
| olang     | porque       |
| ve        | ou           |
| ne        | e            |

### Marcadores de foco
Existem três marcadores de foco [En] na língua: meo é usado para questões polares, heo é usado em questões de informação que contenham o pronome foia, e feo é usado quando o foco é o marcado.

### Posposições
Lavukaleve possui uma quantidade bem limitada de posposições, que são apresentadas na sequência.
| Posposição | Tradução        |
| ---------- | --------------- |
| na         | em, sobre, etc. |
| nam        | para, de        |
| namula     | de              |
| hamail     | voltado para    |
| fataran    | diretamente de  |
| hal        | acima           |
| tat        | em cima de      |
| nal        | por causa de    |
| for        | para            |
| ne         | com             |
| ku         | como            |
| kelei      | perto de        |

### Sentença
A ordem SOV (sujeito-objeto-verbo) é bastante estrita na língua lavukaleve. As frases podem ter no máximo um predicado, e qualquer número de adjuntos ou partículas, incluindo advérbios. Além disso, que não existem verbos cujo argumento exija um adjunto.

## Vocabulário
| Número    | escrita                             |
| --------- | ----------------------------------- |
| 1         | telako                              |
| 2         | le'laol                             |
| 3         | enga                                |
| 4         | nun                                 |
| 5         | sie                                 |
| 6         | ao                                  |
| 7         | soa                                 |
| 8         | sevi                                |
| 9         | sava                                |
| 10        | kanongam                            |
| 13        | kane enga                           |
| 14        | kane nun                            |
| 15        | kane sie                            |
| 16        | kane ao                             |
| 17        | kane soa                            |
| 18        | kane sevi                           |
| 19        | kane sava                           |
| 20        | kanal                               |
| 23        | kanal o enga                        |
| 30        | kanamil enga                        |
| 40        | kanamil nun                         |
| 50        | siehave                             |
| 60        | oahave                              |
| 70        | soahave                             |
| 80        | sevihavi                            |
| 90        | savahave                            |
| 100       | tangalu                             |
| 101       | tangalu o telako                    |
| 200       | tangalu le'laol                     |
| 1.000     | lamukas                             |
| 2.000     | lamakus lelagel                     |
| 3.000     | lamukasaol enga                     |
| 10.000    | lamukasaol vo-na kanongam           |
| 100.000   | tangalual vo-na lamukasaol kanongam |
| 1.000.000 | mola                                |
| 2.000.000 | mola lelagel                        |
| 3.000.000 | mola enga                           |